# Liste der Landschaftsschutzgebiete im Landkreis Neu-Ulm
Im Landkreis Neu-Ulm gibt es sieben Landschaftsschutzgebiete. (Stand: November 2018)

## Hinweise zu den Angaben in der Tabelle
- Gebietsname: Amtliche Bezeichnung des Schutzgebietes
- Bild/Commons: Bild und Link zu weiteren Bildern aus dem Schutzgebiet
- LSG-ID: Amtliche Nummer des Schutzgebietes
- WDPA-ID: Link zum Eintrag des Schutzgebietes in der World Database on Protected Areas
- Wikidata: Link zum Wikidata-Eintrag des Schutzgebietes
- Ausweisung: Datum der Ausweisung als Schutzgebiet
- Gemeinde(n): Gemeinden, auf denen sich das Schutzgebiet befindet
- Lage: Geografischer Standort
- Fläche: Gesamtfläche des Schutzgebietes in Hektar
- Flächenanteil: Anteilige Flächen des Schutzgebietes in Landkreisen/Gemeinden, Angabe in % der Gesamtfläche
- Bemerkung: Besonderheiten und Anmerkungen

Bis auf die Spalte Lage sind alle Spalten sortierbar.
| Gebietsname                             | Bild/Commons   | LSG-ID       | WDPA-ID | Wikidata  | Ausweisung | Gemeinde(n) | Lage     | Fläche ha | Flächenanteil                                           | Bemerkung |
| --------------------------------------- | -------------- | ------------ | ------- | --------- | ---------- | ----------- | -------- | --------- | ------------------------------------------------------- | --------- |
| Bibertal                                |                | LSG-00199.01 | 395680  | Q59609628 | 1971       |             | Position | 32,13     | Landkreis Günzburg (79,8 %), Landkreis Neu-Ulm (20,2 %) |           |
| Donau-Auen                              | weitere Bilder | LSG-00116.01 | 395544  | Q59609624 | 1963       |             | Position | 878,99    | Landkreis Neu-Ulm (99,8 %)                              |           |
| Illerauwald von Neu-Ulm bis Kellmünz    | weitere Bilder | LSG-00513.01 | 395999  | Q59608111 | 1997       |             | Position | 1964,12   | Landkreis Neu-Ulm (99,9 %)                              |           |
| Jurahang und Waldabteilung Großer Forst |                | LSG-00255.01 | 395733  | Q59609631 | 1973       |             | Position | 150,29    | Landkreis Neu-Ulm (100 %)                               |           |
| Kirchholz                               |                | LSG-00251.01 | 395729  | Q59609627 | 1972       |             | Position | 12,13     | Landkreis Neu-Ulm (100 %)                               |           |
| Oberes Günztal                          |                | LSG-00415.01 | 395923  | Q59609633 | 1988       |             | Position | 175,23    | Landkreis Günzburg (88,4 %), Landkreis Neu-Ulm (11,5 %) |           |
| Pfuhler, Finninger und Bauernried       | weitere Bilder | LSG-00528.01 | 396061  | Q59609634 | 1998       |             | Position | 1884,34   | Landkreis Neu-Ulm (100 %)                               |           |